# 戴德市 (佛罗里达州)
戴德市（英語：Dade City），是美国佛罗里达州帕斯科縣下属的一座城市。建立于1889年。面积约为8.8平方公里（约合3.4平方英里）。根据2010年美国人口普查，该市有人口6,437人。论人口在本州排行第191。